# Mezoregion Campo das Vertentes

Mezoregion Campo das Vertentes

Mezoregion Campo das Vertentes – mezoregion w brazylijskim stanie Minas Gerais, skupia 36 gminy zgrupowanych w trzech mikroregionach. 

## Mikroregiony
- Barbacena
- Lavras
- São João Del Rei